# La sottile linea scura
La sottile linea scura (A Fine Dark Line, 2002) è un romanzo di formazione di genere noir di Joe R. Lansdale.
Il libro, pubblicato in tiratura limitata nel 2002 per la casa editrice Subterranean press, è stato successivamente edito nel 2003 dalla casa editrice statunitense Mysterious Press, tratta temi sociali quali la violenza domestica, il razzismo e l'abuso sessuale.
La sottile linea scura del titolo è quella che separa il mondo dei vivi da quello dei morti, come è rivelato in uno pensiero del narratore:
(Joe R. Lansdale, La sottile linea scura, cap. 6)

## Trama
(La sottile linea scura)
La storia è narrata in prima persona da un anziano Stanley Mitchel Junior che racconta gli eventi accaduti durante una lunga estate del 1958. La famiglia Mitchel si è da poco trasferita a Dewmont, piccola cittadina del Texas, proveniente da una ancora più piccola città. Il padre, Stanley Senior, dopo aver lasciato il precedente lavoro, compra un drive-in per realizzare il sogno della sua vita. Il mistero inizia quando Stanley Junior trova un cofanetto sepolto a lato di una casa bruciata molti anni prima. Nel cofanetto sono stipate delle lettere. Stanley Junior comincia ad investigare con l'aiuto prima della sorella Callie e poi con quello di Buster, lo scorbutico proiezionista di colore del drive-in, scoprendo che durante l'incendio della casa, appartenuta alla famiglia più importante della città, gli Stilwind, la figlia Jewel Ellen morì e che nella stessa notte la figlia di una prostituta, Margret, era stata decapitata, forse da un treno, senza che la sua testa fosse mai ritrovata.
Nel frattempo Rosy Mae, un'indolente donna di colore, ottima cuoca, si trasferisce in casa Mitchell. I Mitchel accettano di darle un riparo da Bubba Joe, suo violento fidanzato nero, frustrato dall'impossibilità di vendicarsi dell'uomo bianco e del suo razzismo e che si comporta in modo violento nei confronti della donna. Bubba Joe dà la colpa ai Mitchell per essere stato abbandonato da Rosy Mae e comincia a pedinare i componenti della famiglia. Alla fine verrà ucciso da Buster poco prima che riesca ad accoltellare Stanley Junior.
La famiglia Mitchell dà riparo anche all'amico di Stanley Junior, Richard, vittima di violenze familiari e continuamente picchiato dal padre, il signor Chapman, folle predicatore.
La storia procede assieme con il procedere dell'estate con le investigazioni di Stanley Jr. e Buster, che ipotizzano l'implicazione del capostipite e del figlio degli Stilwind nell'omicidio della casa bruciata, e si conclude con la fine dell'estate in una notte in cui Chapman si rivela essere un serial killer e l'omicida delle due ragazze, prima di essere ucciso per legittima difesa dal figlio Richard aiutato da Stanley Junior. Stanley successivamente scoprirà che il suo amico d'infanzia Richard si sarebbe suicidato per la sua responsabilità nella morte del padre.
A parte gli omicidi su cui indagano i personaggi della storia, l'altro argomento principale è il razzismo contro cui la famiglia, piuttosto progressista per quei tempi, si scontra in un'America provinciale prima delle lotte per i diritti delle minoranze degli anni successivi. Il tema del razzismo contro i neri è ampiamente trattato nel libro, ma tramite la famiglia Mitchel, di idee più liberali, l'autore mostra come spiragli di integrazione fossero possibili anche nell'estrema provincia americana degli anni cinquanta.

## Personaggi
Stanley Mitchel JuniorIl protagonista della storia. Ingenuo tredicenne, al termine dell'estate avrà modo di apprendere moltissime verità della vita.
Stanley Mitchel SeniorIl padre del narratore. Seppure formalmente razzista, il suo carattere onesto e corretto, lo spinge a comportarsi in modo liberale con chiunque, indipendentemente dal colore della pelle e a combattere con veemenza contro l'ingiustizia.
Callie MitchelLa sveglia e astuta sorella del protagonista. Incuriosita dal mistero, aiuterà il fratello nella ricerca dell'assassino. Si difende con coraggio e determinazione contro l'aggressione sessuale di James Stilwind.
NubIl coraggioso cane del protagonista. Nonostante la minuta corporatura, metterà più volte a rischio la propria vita per difendere i membri della famiglia Mitchel.
La signora MitchelLa madre di Stanley e di Callie. Antirazzista e femminista ante litteram.
Margret WoodGiovanissima prostituta, trovata morta decapitata in circostanze misteriose anni addietro.
Jewel EllenLa ragazza morta anni prima nell'incendio della propria casa, avvenuta la stessa notte in cui moriva la giovane Margret Wood, sua amante.
Buster Abbot Lighthorse SmithProiezionista di colore, con sangue pellerossa. Anziano alcolista ed ex poliziotto nelle riserve indiane, nonostante il burbero carattere prende in simpatia Stanley Junior e collaborerà con lui nella ricerca del colpevole degli omicidi.
Rosy Mae BellLa cuoca e governante di colore di casa Mitchell, in cui trova rifugio dopo essere fuggita dal violento fidanzato, Bubba Joe.
Bubba JoeIl violento ex convivente ed ex fidanzato di Rosy Mae Bell. Tenta di avviarla alla prostituzione e, ricevuto dalla donna un netto rifiuto, frustrato, tenta di vendicasi contro i membri della famiglia Mitchell presso cui la donna si era rifugiata.
Richard ChapmanAmico e coetaneo di Stanley Junior, dopo esser scappato di casa, aiuterà l’amico a scoprire il colpevole dell'omicidio.
Il signor ChapmanÈ il padre di Richard. Folle predicatore, sottopone a quotidiane violenze e vessazioni sia il figlio che la moglie.
James StilwindProprietario del cinema di Dewmont, fratello della ragazza morta bruciata nell'incendio della casa e probabile stupratore della sorella. Aggredisce Callie tentando di violentare anche lei ma, grazie al provvidenziale intervento di Stanley Junior, fallirà il proprio intento.
Il vecchio StilwindIl padre di Jewel Ellen, la ragazza morta anni addietro nell'incendio della casa. Ricco ed anziano, non si fa scrupoli a corrompere la polizia e minacciare chiunque pur di mantenere nascosta l'omosessualità della figlia morta, le violenze sessuali perpetrate dal figlio e i molti incesti avvenuti in famiglia. Tenta di comprare il silenzio dei Mitchell in merito al tentativo di stupro di Callie da parte del figlio James.
Susan Ann StilwindLa figlia maggiore degli Stilwind. Stuprata dal padre o forse dal fratello sarà fatta partire per l'Inghilterra per allontanare lo scandalo dalla famiglia.

## Analisi
Il tema principale del romanzo è la nostalgia della giovinezza anche se, così come lo stesso autore afferma, l'adolescenza, periodo privo di responsabilità, spensierato e aperto verso nuovi e apparentemente infiniti orizzonti, lascia falsi ricordi nel tempo; secondo l'autore, "l'ignoranza è la chiave della nostalgia". L'autore ha utilizzato molti dei ricordi del proprio periodo giovanile, trascorso nello stesso Texas del romanzo e pressappoco nello stesso periodo, per definire il carattere del protagonista i rapporti con gli altri e l'ambiente gretto e ottuso della provincia statunitense del secondo dopoguerra: "...mi guardo indietro adesso, e penso che erano tempi abbastanza belli se eri bianco e giovane oppure adulto, bianco e maschio o se eri ricco, ma per le donne, i neri, gli omosessuali e i liberali non era un'epoca così eccitante da vivere". Il romanzo, oltre ad essere il ritratto fedele della provincia americana degli anni cinquanta è un potente romanzo di formazione nel quale la perdita dell'innocenza da parte del tredicenne protagonista evolve con il dipanarsi degli eventi narrati fino alla fine della storia in cui il giovane Stanley si ritroverà provato dalla drammaticità ed abiezione degli eventi occorsi, ma maturo e pronto ad affrontare il mondo con coraggio e forza interiore, grazie al grandissimo supporto da parte della famiglia.

## Edizioni
- Joe R. Lansdale, La sottile linea scura, collana Stile libero Big, traduzione di Luca Conti, n. 1230, Torino, Einaudi, 2004, ISBN 9788806169121.
- Joe R. Lansdale, La sottile linea scura, traduzione di Luca Conti, Super Et, Einaudi, 2006, ISBN 978-88-06-18500-8.
- Joe R. Lansdale, La sottile linea scura, traduzione di Luca Conti, Super Et, Einaudi, 2018, ISBN 9788806238841.